# Hillary Brooke
Hillary Brooke, rojstno ime Beatrice Peterson, ameriška televizijska in filmska igralka, * 8. september 1914, Astoria, New York, ZDA, † 25. maj 1999, Bonsall, Kalifornija, ZDA.
Brookova je najbolj znana po svojem delu z Abbottom in Costellom, kot tudi po svojih vlogah v filmih o Sherlocku Holmesu. V prvi sezoni televizijske oddaje The Abbott and Costello Show je igrala ljubezensko trofejo Louja Costella.

## Kariera
Brookova se je na začetku svoje kariere preživljala z manekenstvom. Visoka je bila 171 cm in zelo prepoznavna po svoji blond pričeski. Znana je bila tudi po tem, da je govorila z omikanim naglasom, ki jo je ločil od ostalih seksapilnih svetlolasih igralk na trgu. Leta 1949 se je pojavila v filmu Africa Screams in tri leta kasneje še v filmu Abbott and Costello Meet Captain Kidd. Oba filma sodita v opus Abbotta in Costella. Brookova je bila tudi redna gostja oddaje The Abbott and Costello Show. Svoj delež je prispevala tudi trem filmom iz filmske serije Sherlock Holmes Basila Rathbona in Nigela Bruca, in sicer so bili to filmi Sherlock Holmes and the Voice of Terror (1942), Sherlock Holmes Faces Death (1943) in The Woman in Green (1945).
Nastopila je še v Jane Eyre (1944), The Enchanted Cottage (1945), Lucky Losers (1950), trilerju Alfreda Hitchcocka The Man Who Knew Too Much (1956), 3-D filmu The Maze (1953) in znanstvenofantastični klasiki Invaders from Mars (1953).
Brookova je v oddaji The Abbott and Costello Show, ki so jo po televizijskih ekranih predvajali na začetku 50. let in je nato še desetletja pozneje združevala svoje privržence, igrala vlogo stroge in odlične sosede glavnih dveh junakov. Abbott in Costello sta se do nje obnašal popustljivo, zato tudi ni bila tarča njunih praktičnih šal. Kot ljubezenska trofeja Louja Costella ga je vedno naslavljala z »Louis.« Kot velja za vse ostale like iz oddaje, je njen lik nosil njeno resnično ime, torej kar Hillary Brooke.
28. septembra 1957 je v drugi epizodi televizijske serije Perry Mason odigrala vlogo Doris Cole. Epizoda je nosila naslov The Case of the Sleepwalker's Niece.
Med letoma 1952 in 1955 je bila tudi redna gostja televizijske serije My Little Margie.

## Zasebno življenje
Brookova je bila poročena z Raymondom A. Klunom. Klune je bil funkcionar filmske družbe MGM. Njun zakon je trajal od leta 1960 do 24. septembra 1988, torej do Klunove smrti. Imela sta dva otroka, sina Donalda Kluna in pastorko Carol Klune.
Brookova je bila poročena tudi z Jackom Voglinom.

## Smrt
Brookova je umrla 25. maja 1999 v bolnišnici v Fallbrooku, Kalifornija. Vzroki za njeno smrt niso bili razkriti javnosti. Preživeli so jo njeni otroci, brat Arthur Peterson, 17 vnukov in 11 pravnukov.
Za svoje delo v televizijski industriji je bila Brookova nagrajena z zvezdo na hollywoodski Aleji slavnih. Njena zvezda se nahaja na naslovu 6307 Hollywood Boulevard.

## Izbrana filmografija
- Sherlock Holmes and the Voice of Terror (1942)
- Sherlock Holmes Faces Death (1943)
- Jane Eyre (1944)
- Ministry of Fear (1944)
- The Enchanted Cottage (1945)
- Dama v zelenem (1945)
- The Strange Woman (1946)
- Africa Screams (1949)
- Lucky Losers (1950)
- The Admiral Was a Lady (1950)
- Lost Continent (1951)
- Abbott and Costello Meet Captain Kidd (1952)
- Invaders from Mars (1953)
- The Maze (1953)
- The House Across the Lake (1954)
- The Man Who Knew Too Much (1956)